# Monnina franchetii
Monnina franchetii är en jungfrulinsväxtart som beskrevs av Chod.. Monnina franchetii ingår i släktet Monnina och familjen jungfrulinsväxter. Inga underarter finns listade i Catalogue of Life.